# Smalfotad taggsvamp
Smalfotad taggsvamp (Hydnellum gracilipes) är en svampart som först beskrevs av Petter Adolf Karsten, och fick sitt nu gällande namn av Petter Adolf Karsten 1879. Smalfotad taggsvamp ingår i släktet korktaggsvampar och familjen Bankeraceae.  Arten är reproducerande i Sverige. Inga underarter finns listade i Catalogue of Life.